# تیم آهارن
تیم آهارن (انگلیسی: Tim Ahearne; ۱۸ اوت ۱۸۸۵ – ۱ دسامبر ۱۹۶۸) ورزشکار دو و میدانی اهل بریتانیا بود.